# نفله روزه
نفله روزه (به انگلیسی: Nephele rosae) یک پروانه (بید) از خانواده قوش‌بیدان است. این گونه بومی آفریقا است.

## وضعیت ظاهری
طول آن ۴۰ تا ۴۵ میلیمتر است. بسیار شبیه به نئوپل ینوپیون می‌باشد، اما بزرگتر است و با بال گسترده‌تر بال آن بدون لبه‌های سفید است. بال‌ها تقریباً مستقیم و دارای لبه سفیدی است، شبکه‌هایی با رنگ زیتونی که در قسمت پایه سیاه سیاه می‌شوند.

## زیرگونه‌ها
- بید رز رز (جنگل و جنگل از سیرالئون تا آنگولا و اوگاندا)
- بید رز رز اردن، ۱۹۲۰ (آفریقای جنوبی و موزامبیک تا زیمبابوه، زامبیا، مالاوی، تانزانیا و سواحل کنیا)